# 다테야마정 (지바현)
다테야마정(館山町)은 지바현 아와군에 존재했던 정이다. 현재의 다테야마시에 해당한다.

## 역사
- 1889년 4월 1일 - 정촌제 시행에 의해 야와군 다테야마정 (초대)이 성립하였다.
- 1914년 4월 1일 - 도요쓰촌과 합병해, 새로운 다테야마정(2대이 설치되었다,
- 1933년 4월 18일 - 호조정과 합병해, 다테야마호조정이 성립하여, 동일 다테야마정 (2대)은 폐지되었다.

## 교통

### 철도
- 일본국유철도 (→ 동일본 여객철도)
  - 기사라즈선

### 도로
- 기사라즈 가도 (현:국도 제127호선)

## 참고문헌
- 『明治22年千葉県町村分合資料 十六 安房郡町村分合取調』1889年。
- 千葉県安房郡教育会 編『千葉県安房郡誌』千葉県安房郡教育会、1926年。NDLJP:980721。

## 관련링크
- 千葉県安房郡館山町 (12B0020002) - 歴史的行政区域データセットβ版
- 企画展特別展図録 No.24 里見氏の遺産 城下町館山〜東京湾の湊町〜 보관됨 2018-03-11 - 웨이백 머신 - たてやまフィールドミュージアム（館山市立博物館）
- 地区展図録 文化はぐくむ城のまち －館山－ 보관됨 2018-03-11 - 웨이백 머신 - たてやまフィールドミュージアム（館山市立博物館）